# Edmonia Lewisová
Mary Edmonia Lewisová „Wildfire“ (4. července 1844,? Rensselaer County – 17. září 1907 Londýn) byla americká sochařka ‎‎smíšeného‎‎ ‎‎afroamerického‎‎ a ‎‎indiánského‎‎ původu (z podkmene ‎‎Mississauga Ojibwe‎‎). Mládí prožila v USA‎‎, většinu své kariéry pracovala v ‎‎Římě‎‎ v ‎‎Itálii‎‎. Byla první nebělošskou sochařkou, která dosáhla národního a poté mezinárodního významu.
Tvořila v neoklasicistním stylu. Její mramorové figurativní sochy znázorňovaly jak mytologické, tak historické osoby. Velká část jejího díla byla tematicky spojena s etnickými a humanitárními problémy Afroameričanů a domorodých národů Severní Ameriky.

## Život a dílo
O jejím narození neexistuje žádný dokument. Podle tvrzení samotné Edmonie Lewisové se narodila 4. července 1844 v bývalém městě ‎‎Greenbush v okrese Rensselaer v New Yorku‎‎ jako svobodná občanka. Její matka, tkadlena Catherine Mike Lewis, byla míšenkou indiánského ‎‎ a afroamerického původu. Otec byl Afroameričan, podle různých zdrojů jím mohl být domácí sluha Samuel Lewis původem z Haiti nebo také spisovatel Robert Benjamin Lewis. Edmonia Lewis, která osiřela v devíti letech, vyrostla se svým nevlastním starším bratrem Samuelem v kmeni své matky poblíž Niagarských vodopádů. Vystupovala pod svým indiánským jménem Wildfire a její život se točil kolem rybaření, plavání a výroby a prodeje řemeslných výrobků. Samuel v roce 1852 odjel do Kalifornie, kde se mu podařilo zbohatnout během zlaté horečky a mohl své sestře poskytnout finanční prostředky pro její vzdělání. V roce 1856 se Lewisová zapsala do předškolního programu na ‎‎New York Central College v ‎‎baptistické‎‎ abolicionistické škole v McGrawville, kde se učila latinu, francouzštinu a také základy výtvarné výchovy. V roce 1859 přešla na Oberlin College v Ohiu, jednu z prvních škol, které přijímaly ženské a černošské studenty. Změnila si jméno na Mary Edmonia Lewis‎‎ a začala studovat umění.‎‎ Po začátku občanské války se v zimě 1862 zapletla do rasově motivovaného incidentu, při kterém byla obviněna z pokusu o otravu svých spolužáků. Potom byla vystavena dalším útokům a diskriminaci, což ji přimělo ze školy odejít před dokončením.
Přestěhovala se do Bostonu, kde studovala u místního sochaře. Etablovala se jako profesionální umělkyně a vytvářela medailonové portréty a busty slavných hrdinů z bojů proti otroctví, jako byli např. plukovník Robert Gould Shaw nebo John Brown. Své práce představila veřejnosti na první samostatné výstavě v roce 1864. Úspěch a popularita těchto děl Lewisové umožnily získat prostředky na cestu do Říma v roce 1866. Začlenila se do společenství krajanů a zřídila si dílnu v bývalém ateliéru italského sochaře 18. století Antonia Canovy nedaleko náměstí Barberini. V Římě Lewisová strávila většinu své umělecké kariéry, do Spojených států se však často vracela prodávat a vystavovat svá díla. Italské prostředí jí skýtalo více sociální, duchovní a umělecké svobody, než jakou měla jako míšenka ve Spojených státech. Itálie jí také umožnila prosadit se v mezinárodním uměleckém světě. Její tvorba se v průběhu dalších několika desetiletí pohybovala od afroamerických témat k tématům ovlivněným jejím oddaným katolicismem. Její práce se prodávaly za velké sumy peněz, měla několik významných výstav (Chicago 1870, Řím 1871 aj.).

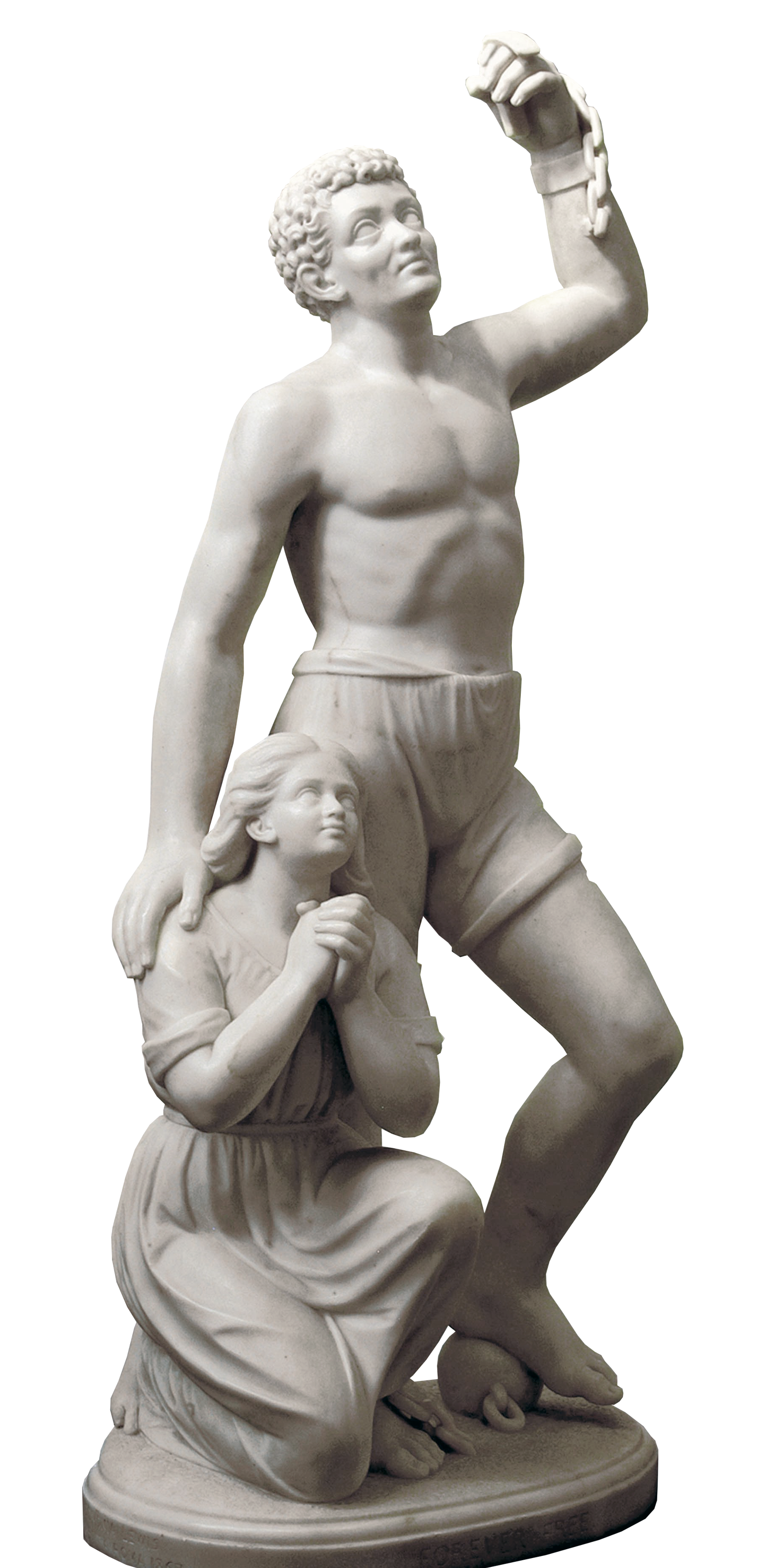
Naždy svobodní (1867)

Vliv italského klasického a renesančního sochařství se projevil i v její tvorbě. Začala pracovat s mramorem, své sochy vytvářela v neoklasickém stylu, ale v jejím díle se jasně odrážely afroamerické a indiánské kořeny. Jedno z jejích slavnějších děl, Navždy svobodní (Forever free), znázorňovalo afroamerického muže a ženu vycházející z otroctví. Další socha, kterou Lewisová vytvořila, se jmenovala Výrobce šípů (The Arrow Maker) představovala indiánského otce, jak učí svou dceru vyrobit šíp. Významným zdrojem inspirace bylo pro Lewisovou dílo Henryho Wadswortha Longfellowa, zejména jeho epická báseň Píseň o Hiawathovi (The Song of Hiawatha). Mezi lety 1866 a 1872 vytvořila sérii mramorových soch podle hlavních postav z této odžibvejské legendy – Hiawathy a Minnehahy. Na rozdíl od obvyklé praxe své sochy tvořila většinou sama, bez pomocníků.

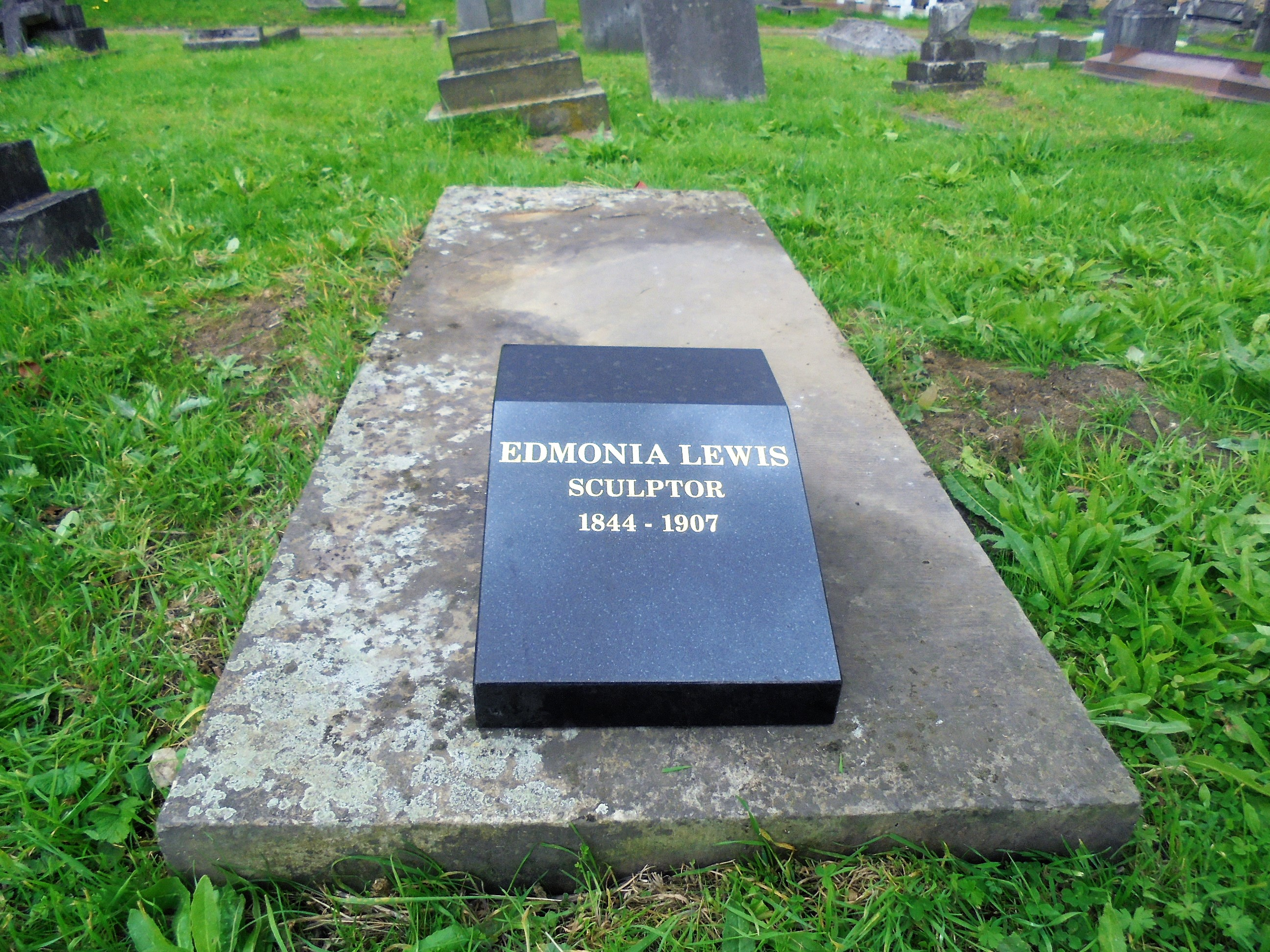
obnovený hrob Edmonie Lewisové v Londýně

Zlomovou událostí v její kariéře byla účast na světové výstavě k výročí USA v roce 1876 ve Filadelfii, kterou navštívilo téměř 10 milionů lidí. Lewisová tam představila monumentální mramorovou sochu Smrt Kleopatry (Death of Cleopatra), zobrazující egyptskou královnu v posledních chvílích života, která svým originálním pojetím upoutala pozornost tisíců návštěvníků. V roce 1877 portrétovala na jeho žádost bývalého prezidenta USA Ulyssese S. Granta.
Na konci 80. let 19. století nastal všeobecný pokles zájmu o neoklasicismus a současně s tím klesla poptávka po díle Edmonie Lewisové. Její sláva upadala. Stále častěji vytvářela oltářní obrazy a další díla na objednávku katolické církve. V roce 1883 přijala její poslední velkou zakázku, Klanění tří králů, pro kostel v Baltimore. Od roku 1896 do roku 1901 žila v Paříži, odkud se přestěhovala do Londýna. Nikdy se neprovdala. Zemřela 17. září 1907 na chronické selhání ledvin (Brightova nemoc) a je pohřbena na katolickém hřbitově Panny Marie, Kensal Green v Londýně. Její hrob byl nově upraven v roce 2017.
Po smrti upadla na dlouhou dobu v zapomnění. Teprve na přelomu 20. a 21. století se její umění dočkalo náležitého uznání. Záchrana a restaurování sochy Umírající Kleopatra pomohly oživit zájem o její život a dílo. Její díla jsou nyní součástí stálých sbírek Howard University Gallery of Art a Smithsonian American Art Museum (SAAM) ve Washingtonu a dalších galerií.
V lednu 2022 byla v USA vydána poštovní známka s portrétem Edmonie Lewisové.

## Galerie

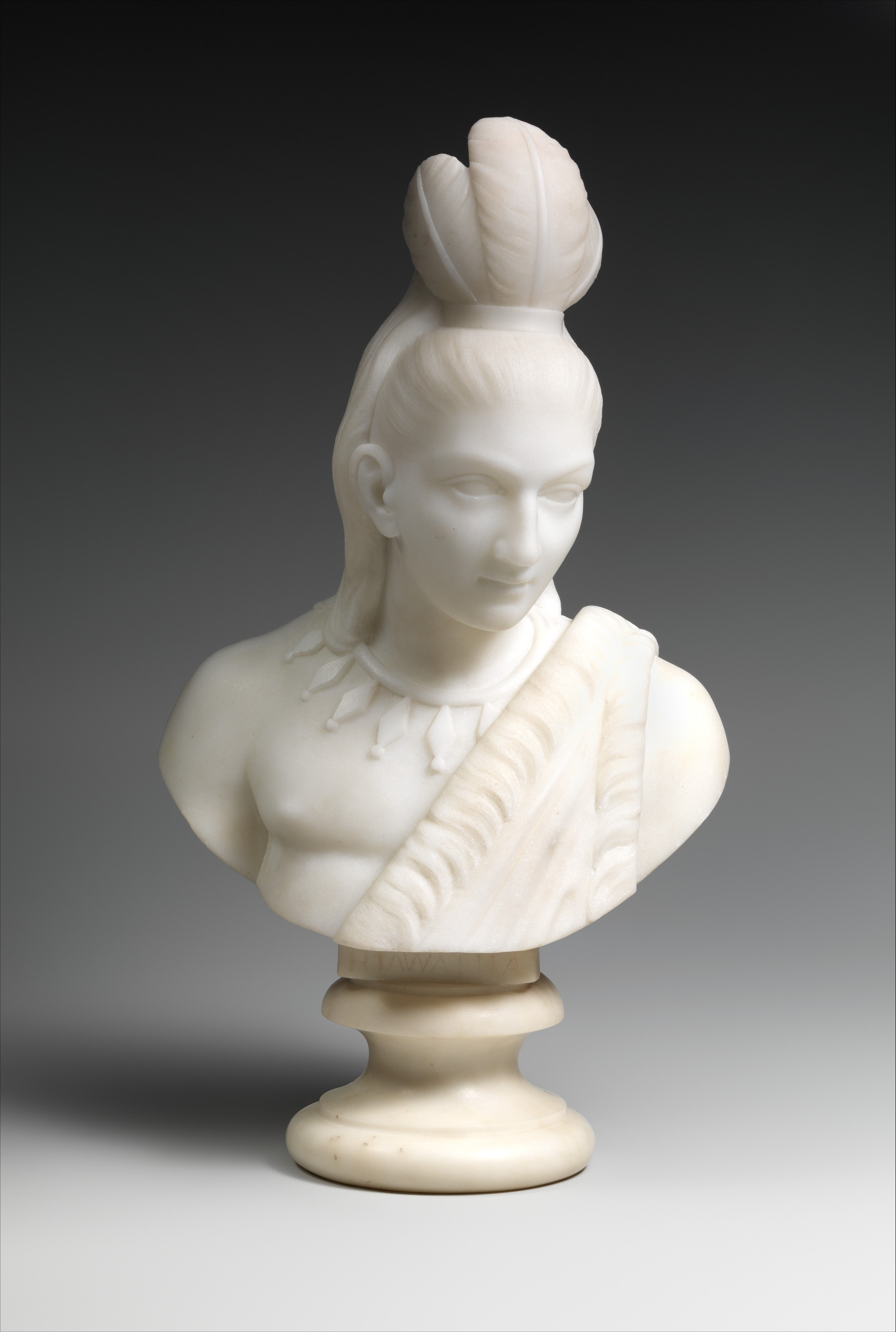
Hiawatha (1868)
Starý výrobce šípů (1866, 1872)
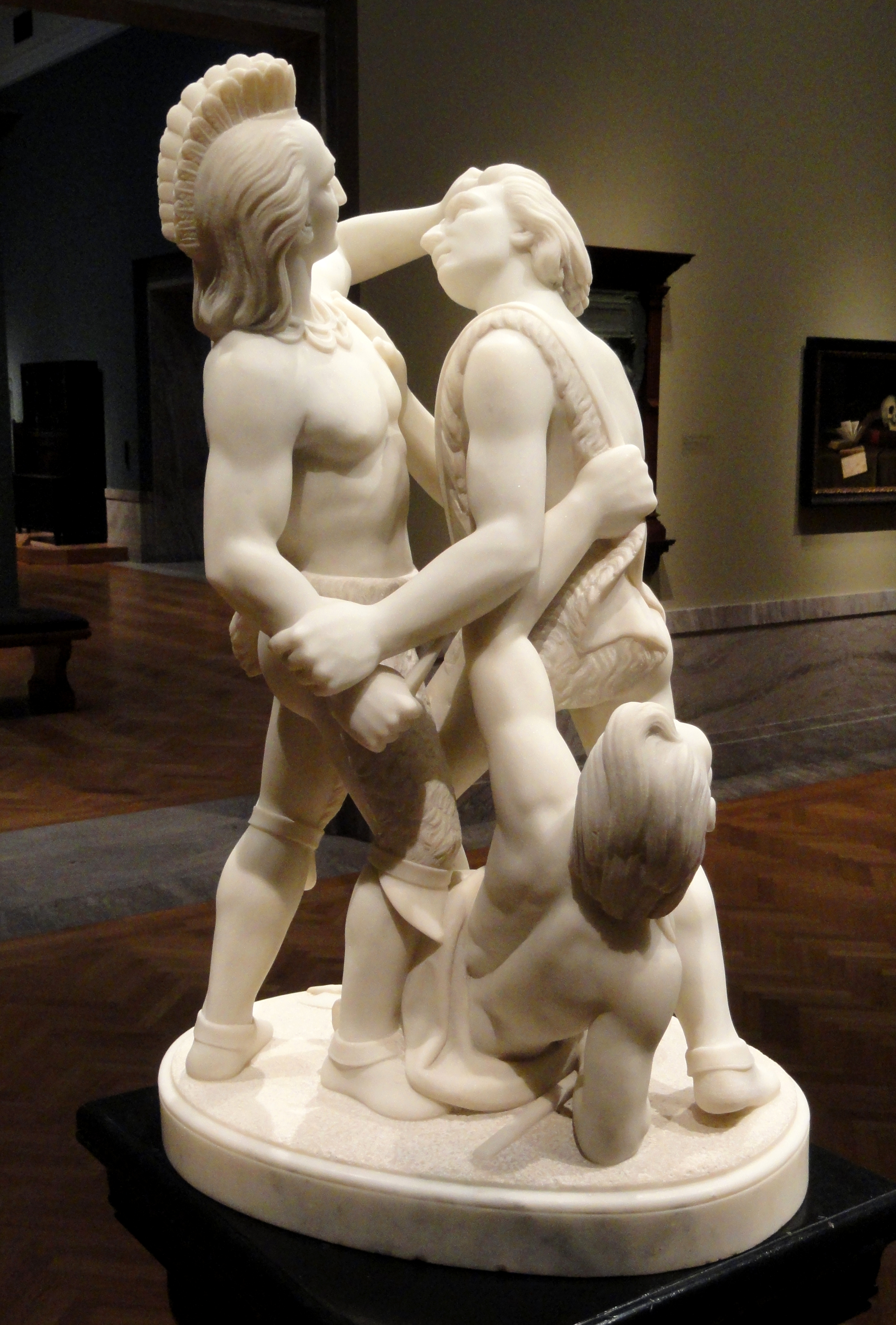
Boj Indiánů (1868)
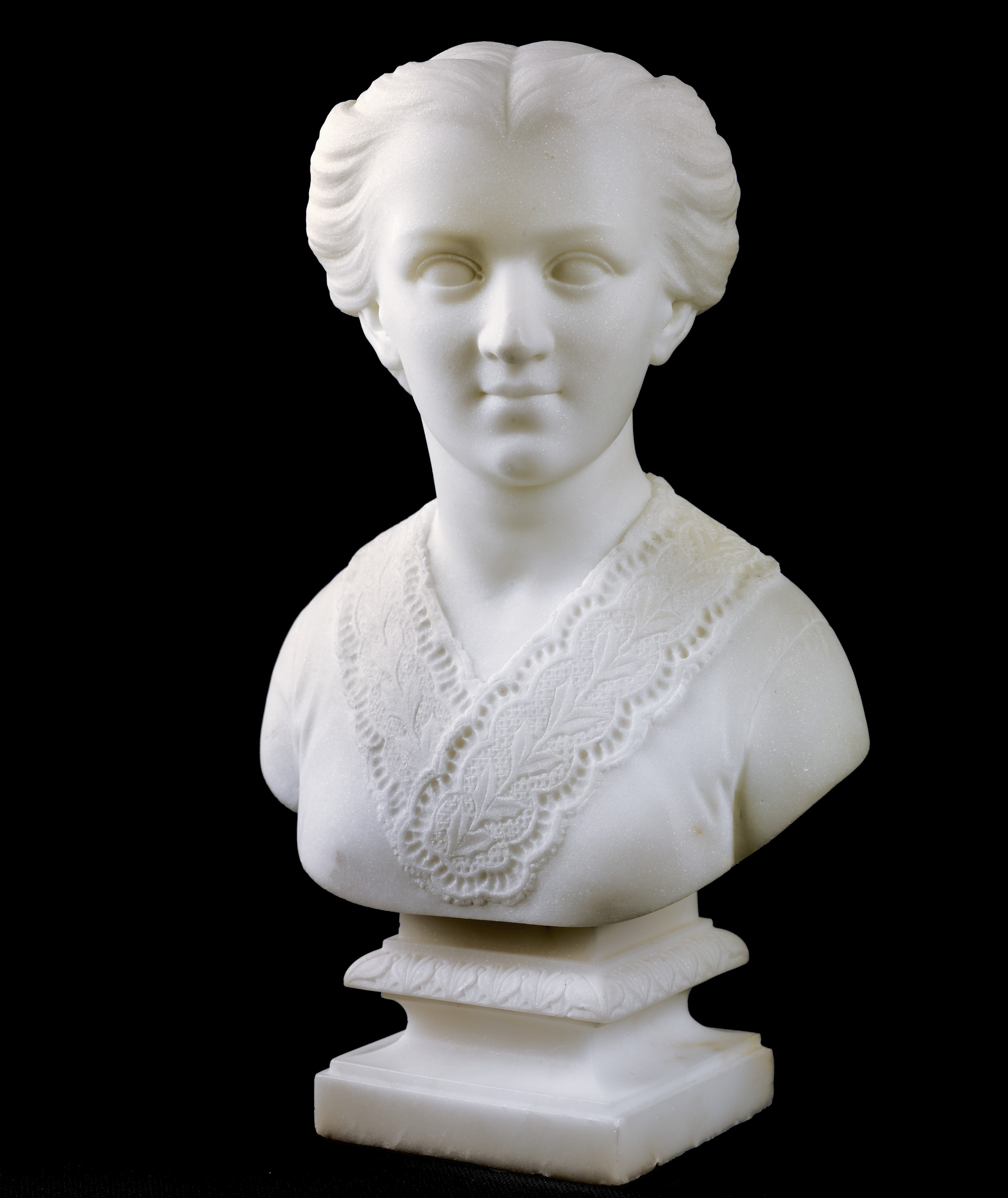
Anna Quincy Waterstone (1866)
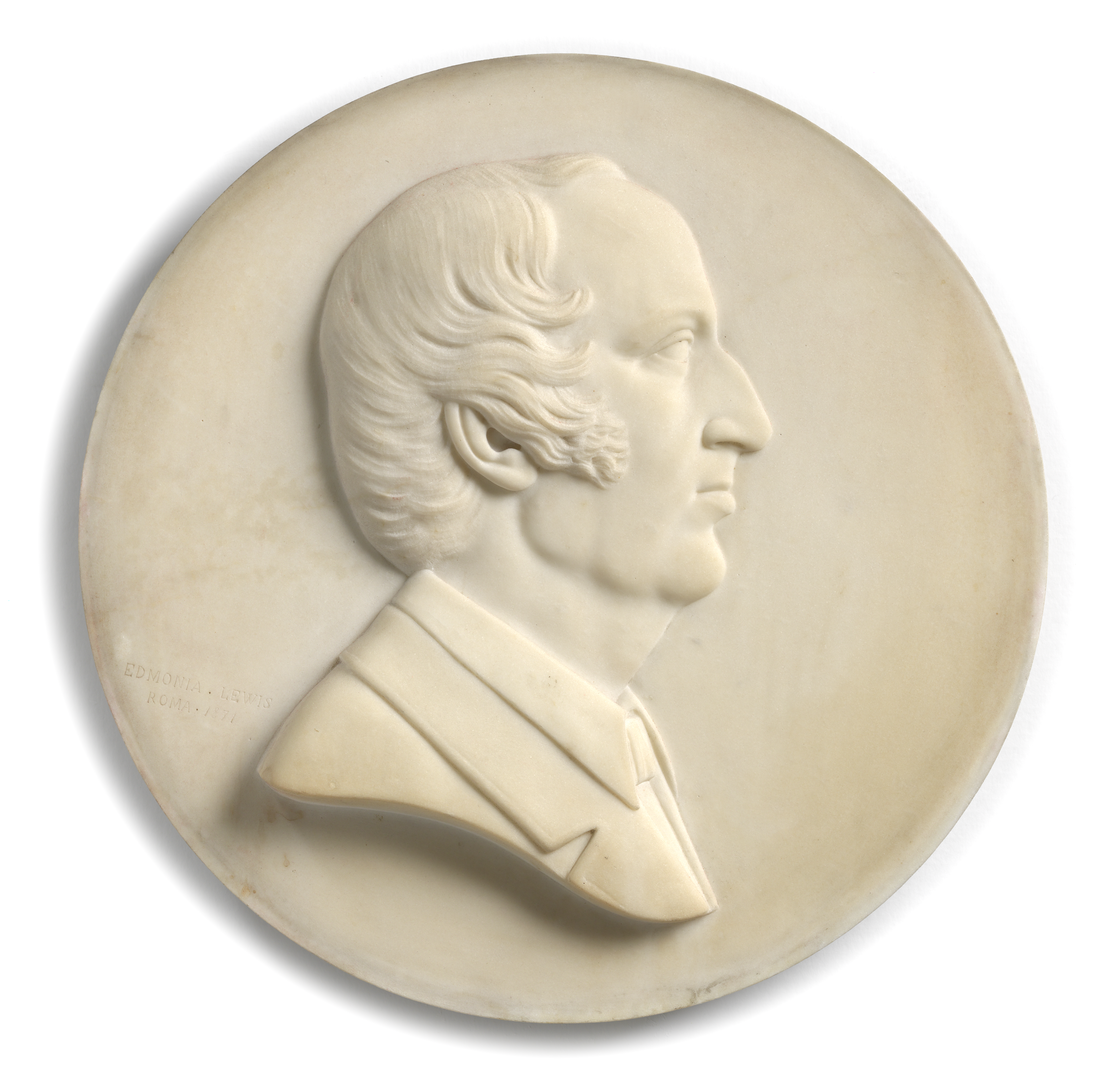
Wendell Phillips (mramorový relief, 1871)
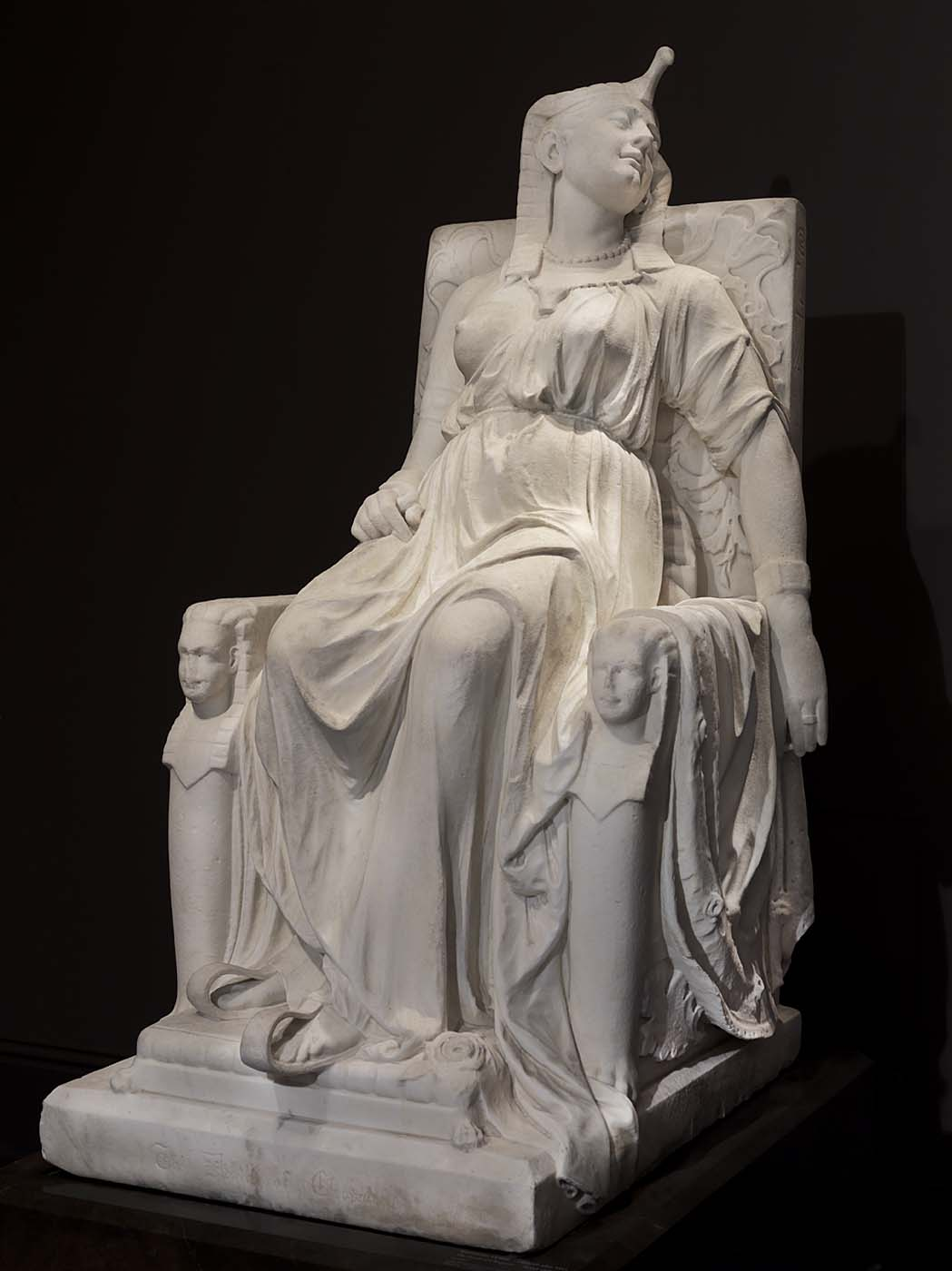
Kleopatřina smrt (1876)